# Cohors IX Maurorum
Die Cohors IX Maurorum [Gordiana] (deutsch 9. Kohorte der Mauren [die Gordianische]) war eine römische Auxiliareinheit. Sie ist durch zwei Inschriften belegt.

## Namensbestandteile
- Cohors: Die Kohorte war eine Infanterieeinheit der Auxiliartruppen in der römischen Armee.

- IX: Die römische Zahl steht für die Ordnungszahl die neunte (lateinisch nona). Daher wird der Name dieser Militäreinheit als Cohors nona .. ausgesprochen.

- Maurorum: der Mauren. Die Soldaten der Kohorte wurden bei Aufstellung der Einheit aus dem Volk der Mauren rekrutiert.[A 1]

- Gordiana: die Gordianische. Eine Ehrenbezeichnung, die sich auf Gordian III. (238–244) bezieht. Der Zusatz kommt in zwei Inschriften[1] vor.

Da es keine Hinweise auf den Namenszusatz equitata (teilberitten) gibt, ist davon auszugehen, dass die Einheit eine reine Infanterie-Kohorte, entweder eine Cohors quingenaria peditata oder eine Cohors milliaria peditata, war. Die Sollstärke der Einheit lag entweder bei 480 Mann, bestehend aus 6 Centurien oder bei 800 Mann, bestehend aus 10 Centurien mit jeweils 80 Mann.

## Geschichte
Die Kohorte war vermutlich in den Provinzen Mesopotamia und Syria stationiert. Sie wurde wahrscheinlich unter Septimius Severus (193–211) aufgestellt. Der einzige Nachweis der Einheit beruht auf zwei Inschriften, die auf 238/244 datiert sind.

## Standorte
Standorte der Kohorte in Mesopotamia waren möglicherweise:
- Hatra: zwei Inschriften[1] wurden hier gefunden.

## Angehörige der Kohorte
Ein Kommandeur der Einheit, Q(uintus) Petr(onius) Quintianus, ein Tribunus militum der Legio I Parthica und Tribun der Kohorte, ist durch zwei Inschriften bekannt.